# PhotoRealistic RenderMan
 (juillet 2025).
PhotoRealistic RenderMan (ou PRMan) est le moteur de rendu 3D de Pixar.
PRMan est produit par Pixar Animation Studios et est utilisé pour l'ensemble de leurs propres productions de films d'animation en images de synthèse. Il est également disponible sous forme de produit commercial, vendu en tant que partie d'un ensemble appelé RenderMan Pro Server.